# Пентакль (роман)
«Пентакль» — фантастический роман в рассказах Андрея Валентинова, Марины и Сергея Дяченко и Генри Лайона Олди (псевдоним Дмитрия Громова и Олега Ладыженского). Действие романа происходит на Украине XX века — от самого его начала до конца. Авторы «Пентакля» не раз ссылаются на Гоголя; некоторые новеллы представляют собой прямое продолжение или интерпретацию гоголевских произведений. «Пентакль» является переосмыслением гоголевской Украины в преломлении зеркала современности — точнее, недавнего прошлого. По мнению литературоведа Игоря Чёрного, жанр «Пентакля» можно определить как «современный мифологический роман-цикл или мета-роман».

## Состав и авторство
Роман «Пентакль» включает в себя тридцать новелл и состоит из шести разделов — шести «малых пентаклей» по пять рассказов в каждом. При этом ни один из «малых пентаклей» не написан целиком и полностью одним автором. Предполагается, что читатели «Пентакля» должны угадывать авторов каждой новеллы, и сделать это непросто, тем более что авторы намеренно имитировали стиль друг друга, обманывая читательские ожидания.
В состав романа входят такие «малые пентакли» и новеллы:
Пентакль упрямцев
- Баштан (2004)
- Бои без правил (2005)
- Чёртова экзистенция (2004)
- Картошка (2004)
- Оборотень в погонах (2005)

Пентакль страстей
- Бурсак (2004)
- Сатанорий (2004)
- Сосед (2004)
- Венера Миргородская (2005)
- День Мёртвых в Доме Культуры (2005)

Пентакль выбора
- Проданная душа (2004)
- Базар  [= Рынок] (2004)
- Спасатели (2004)
- Колоброд (2004)
- Квартеронка (2005)

Пентакль будней
- Туфли (2004)
- Харизма Нюрки Гаврош (2004)
- Монте-Карловка (2005)
- Пойдём в подвал? (2004)
- Неспокий (2004)

Пентакль встреч
- Страшная М. (2005)
- Богдана (2004)
- Сердоликовая бусина (2004)
- Аттракцион (2004)
- Панская орхидея (2004)

Пентакль пяти
- Казачья кровь (2005)
- Пламенный мотор (2005)
- Конкурс (2005)
- Камень Завета (2005)
- Улица пяти тупиков (2005)

## История написания
Уже вскоре после написания романа «Рубеж» у пятерых авторов возникло желание написать ещё что-нибудь в соавторстве, однако с новым проектом решили не спешить. Спустя несколько лет появился замысел: мистическая Украина XX века, взгляд, под которым видно то, что прячется за гранью обыденности, и заметно необычное, чудесное, иррациональное. После того, как было задано общее направление, был написан ряд «сольных» рассказов (если можно называть «сольными» рассказы, написанные Громовым и Ладыженским или Мариной и Сергеем Дяченко), а затем наступила очередь рассказов совместных — например, Валентинов начинает рассказ, а Дяченко заканчивают или Дяченко начинают, а заканчивают Олди. Таким образом, помимо «сольных» рассказов, в состав романа входят написанные в «двойном» (Олди + Дяченко, Олди + Валентинов, Валентинов + Дяченко) или в «полном» соавторстве (все пятеро).
Как и в случае с «Рубежом», тот, кто начинал рассказ, высылал автору фрагмент текста без всяких комментариев с пожеланием продолжить. После окончания романа был сообща прописан ряд «связок на заднем плане», весь текст отредактировали (без глубокого вторжения в то, что написано соавторами) — и на этом работа над «Пентаклем» окончилась.
Г. Л. Олди отмечали:

Более всего нам всем каждый раз было интересно создавать совместную «полифоническую» композицию, рассматривать концепцию, идею, характеры героев, ситуации под разными углами зрения. И, конечно же, было весьма заманчиво объединить тонкий психологизм и эмоциональность прозы Дяченко, жёсткость и точность исторических деталей произведений Валентинова и наши философские и сюжетные изыскания.

## Мир и сюжеты
Действие романа происходит на Украине XX века — от самого его начала до конца. В отличие от всех остальных книг тех же авторов, «Пентакль» — прежде всего роман места. Его основными героями, объединяющими друг с другом все новеллы, являются крупный украинский город, небольшой райцентр рядом с ним, несколько расположенных поблизости деревень и хуторов, а также сам двадцатый век, на протяжении которого разворачивается действие.
«Пентакль» — текст фрагментарный: каждая новелла содержит законченный сюжет. Мозаичные фрагменты истории и современности районного центра Ольшаны — аналога гоголевского Миргорода — составляют цельную картину. Ольшаны оказываются своего рода микромоделью Украины. Здесь находилась дворянская усадьба с крепостным театром; инфернальный немец-управитель выращивал арбузы; гуляли запорожские казаки, а впоследствии блуждает отряд красноармейцев, возглавляемый товарищем Химерным, и отряд белогвардейцев, возглавляемый штабс-капитаном Вершининым и ротмистром Клюке фон Клюгенау. «Пентакль» — мифология, а не летопись: арбузы на баштане оказываются головами мертвецов; штабс-капитан и ротмистр, которые разгневали местного колдуна, должны вечно скитаться между мирами; на сельском погосте время от времени воскресают и мирно разговаривают бывшие классовые враги.
В конце XX века здесь живут бухгалтеры, «челноки», парикмахерши, сапожники, бизнесмены, сантехники, практикующие ведьмы с мобильными телефонами, оборотни в погонах (в буквальном смысле этих слов); порой в судьбы горожан вмешивается даже африканская чёрная магия. В романе присутствуют мачеха-оборотень и падчерица-колдунья; убийца-парикмахерша; Карлсон-удавленник, живущий в подвале; зловещий санаторий «Ладушки»; комната страха в парке, где происходят вещи страшные и необыкновенные; профсоюз ведьм; «корни домов», населённые жутковатыми существами, не имеющими названия даже в богатой украинской мифологии… Из недр компьютера чёрт искушает молодого бизнесмена; юная ведьма накладывает заклятия на обидевших её одноклассников; объявление о вакансии в местном ковене публикуется в газете. Герои новелл не раз встретятся друг с другом, и нити повествования пересекаются.

## Художественные особенности

### Претексты
Авторы «Пентакля» не раз ссылаются на Гоголя; некоторые новеллы представляют собой прямое продолжение или интерпретацию «Вия», «Вечеров на хуторе близ Диканьки» и «Миргорода». «Пентакль» является переосмыслением гоголевской Украины в преломлении зеркала современности — точнее, недавнего прошлого. В предисловии к роману упоминается Миргород. Гоголь присутствует в большинстве новелл: в некоторых случаях — непосредственные упоминания о нём, в других случаях — цитаты из творчества Гоголя, топонимы, имеющие отношение к его жизни и творчеству, упоминания гоголевских персонажей, а порой и введение их в качестве героев в текст. Так, в рассказе «Чёртова экзистенция» упоминается история о краже месяца (из гоголевской «Ночи перед Рождеством») и чёрт вспоминает панка из Великих Сорочинцев, когда-то выпивавшего в корчме и рассказывавшего чёрту байки (сам Николай Гоголь). В рассказе «Бурсак» обыгрывается сюжет гоголевского «Вия», а к его же «Страшной мести» отсылают несколько рассказов «Пентакля», в том числе рассказ «Страшная М.». В том же рассказе «Страшная М.» упоминается и сборник поэзии Николая Заболоцкого «Столбцы» — стихотворение «Царица мух», которое является непосредственной частью текста этой новеллы. О Гоголе и гоголевских произведениях речь также идёт в рассказах «Казачья кровь», «Пламенный мотор», «Монте-Карловка». В рассказе «Конкурс» упоминается как нечистая сила из гоголевских текстов, так и та нечистая сила, что не относится к украинской демонологии, например граф Дракула.
Изображение ковена, ведущего бюрократический учёт всех колдунов, работающих на его территории, перекликается с персонажами повести братьев Стругацких «Понедельник начинается в субботу», а в рассказе «Сердоликовая бусина» есть упоминания Максима из «Обитаемого острова» и «интелей» из «Хищных вещей века». В рассказе «Проданная душа» присутствует такой характерный для произведений романтизма мотив, как договор с нечистой силой. Рассказ «Пойдём в подвал?» отсылает к повести Астрид Линдгрен «Малыш и Карлсон, который живёт на крыше», рассказ «Спасатели» — к поэме Николая Некрасова «Дедушка Мазай и зайцы». Присутствуют в «Пентакле» и упоминания философских произведений: в рассказе «Чёртова экзистенция» чёрта выгоняют из ада из-за французского философа Жан-Поля Сартра, создавшего понятие экзистенции (после бесед об экзистенции чёрт приходит к выводу, что нет большой необходимости творить зло, поскольку ни добро, ни зло не бывают абсолютными, и, как следствие, впадает в немилость у руководства преисподней).
Тексты романа содержат переклички не только с авторскими художественными произведениями, но и с пересказами легенд, сказок, песен, различных по времени происхождения. Большевистский отряд поёт частушки о гражданской войне (рассказ «Бурсак»), а белогвардейский отряд — «Коли б я був полтавським соцьким…». Рассказ «Богдана» обыгрывает сюжеты сказок о мачехе и падчерице, оборотнях. «Картошка» содержит образ кота-оборотня. В рассказе «Бои без правил» весь сюжет построен вокруг легенды о Касьяновом дне: используются тексты песен о Касьяне, в день которого покойники могли выходить из могил. По-видимому, автор воспользовался «Звичаями нашого народу» Олексы Воропая, где есть записи народных верований об этом святом, и другими сборниками фольклора.
Ряд аллюзий на художественные тексты содержит рассказ «Колоброд». Одним из героев является дед Мамай, накладывающий проклятье на отряд белогвардейцев: казака Мамая часто изображали художники барокко, этот образ не раз использовался в украинской культурной традиции. Вынужденные бесконечно блуждать герои рассказа сравнивают себя с Агасфером — они должны нести наказание до Страшного суда, как Агасфер, как Марко Проклятый (роман «Марко Проклятый» Олексы Стороженко). Концовка рассказа сближает его со «Страшной местью» Гоголя.
Названия некоторых рассказов «Пентакля» перекликаются с названиями художественных произведений других авторов. Так, название «Квартеронка» намекает на «Квартеронку» Майн Рида, и читатель невольно ищет параллели. Название «Венера Миргородская» вызывает в памяти «Венеру Илльскую» Проспера Мериме, которая содержит элементы детективной истории, а «Венера Миргородская» содержит мистику, но детективную. Ряд сюжетных особенностей напоминает произведения Мериме, но при этом авторы привязывают сюжет к гоголевским местам, придают национальный колорит мистическим событиям.

### Сквозные персонажи
Одним из сквозных персонажей является персонаж, присутствующий в ряде рассказов «Пентакля» с разным хронотопом, в разных ипостасях, но непременно с фамилией Химерный. Такую фамилию-прозвище авторы используют для отображения сущности героя, находящегося между мирами, между временами, между героями. Гоголевское двойничество, двоемирие, в плоскости которого находится персонаж, не только сближает героя с текстами Гоголя и других романтиков XIX века, но и побуждает вспомнить мир украинской мифологии, а также то, что химерная проза XX века тоже в значительной мере восходит к фантастике представителей романтизма.
Ещё один персонаж, живущий «между мирами», — хозяин баштана немец (рассказ «Баштан»). Внешность этого персонажа изображена как этностереотип, но вдобавок тут присутствует ещё и характерное для романтической литературы времён Гоголя стремление изобразить чёрта в человеческом обличии. Очень сходная портретная характеристика того же персонажа даётся и в рассказе «Сосед»: по соседству с главным героем этого рассказа поселяется сосед-немец — специалист не то по орхидеям, не то по баштану; а в рассказе «Панская орхидея» орхидеи также разводит чудаковатый немец.

## Проблематика
«Пентакль» даёт возможность читателю под неожиданным углом взглянуть на повседневность, с неожиданного ракурса увидеть реальных людей с их проблемами и чаяниями, страхами, суевериями, достоинствами, недостатками, скучным рационализмом и вместе с тем вечно живущей верой в чудо — и авторы дарят читателю то чудо, которого он ждёт.

## Отзывы
Критик Василий Владимирский отмечал:

По этому роману в новеллах можно изучать историю Малороссии за последние два-три столетия. Прошлое, настоящее, будущее, со времён казачьей вольности до сегодняшнего дня и далее — всё смешалось на страницах «Пентакля».

Критик и фантаст Мария Галина писала:

«Пентакль»… интересен тем, что ломает стереотипы — от стереотипа «славянской фэнтези» с ее псевдобылинной стилистикой до стереотипа «авторского почерка». Лично я не берусь гадать, кто автор той или иной новеллы. <…> Многотомные эпопеи и сериалы, растиражированные в последнее десятилетие по сугубо коммерческим причинам, не то чтобы дискредитировали крупную форму, но заставили наиболее ярких наших фантастов искать ей некую альтернативу. Только за последний год в отечественной фантастике появилось несколько «романов в новеллах», сразу причисленных к литературным удачам… «Пентакль» наверняка не затеряется даже на этом фоне.